# Pedro Pais
Pedro Pais (* 1956) ist ein ehemaliger uruguayischer Radsportler.

## Leben
Der aus dem Departamento Salto stammende Pais soll 1982 in Buenos Aires bei den Juegos Cruz del Sur gemeinsam mit Alcides Etcheverry, Federico Moreira und José Asconeguy die Silbermedaille im Mannschaftszeitfahren gewonnen haben. Das steht jedoch im Widerspruch zu den Angaben des Nationalen Olympischen Komitees Uruguays (COU), das in diesem Wettbewerb neben Federico Moreira und José Asconeguy die beiden Radsportler Ricardo Rondán und Waldemar Correa als Medaillengewinner führt und eine Teilnahme von Pais gar nicht erwähnt. Er nahm im uruguayischen Team an den Panamerikanischen Spielen 1983 in Caracas teil. Im selben Jahr entschied der für den Club Ciclista Fénix startende Pais das Etappenrennen Rutas de América zu seinen Gunsten.

## Erfolge
- Gesamtwertung Rutas de América: 1983